# TUM Department of Computer Science

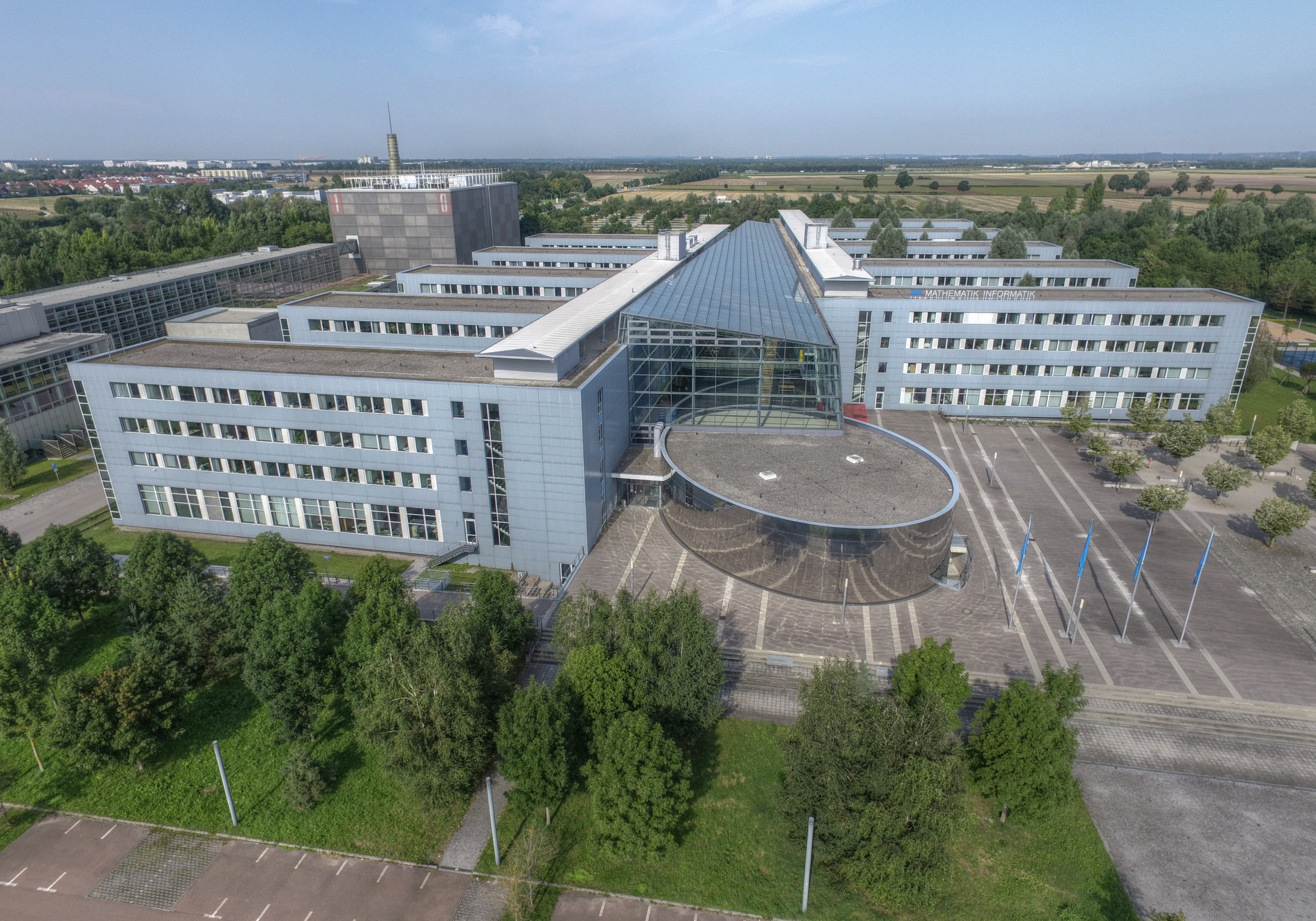
Außenansicht des Fakultätsgebäudes für Mathematik und Informatik in Garching

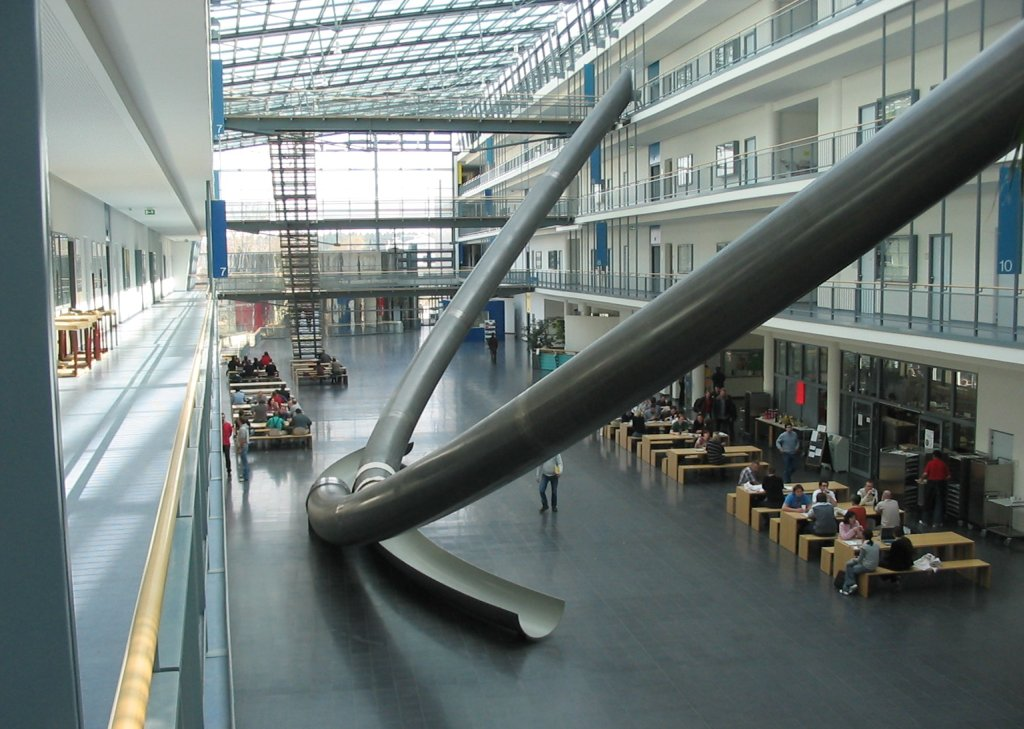
Innenansicht des Fakultätsgebäudes für Mathematik und Informatik in Garching

Das Department of Computer Science der Technischen Universität München (TUM) ist eine der führenden Informatikfakultäten in Deutschland. Es besteht zurzeit aus 26 Lehrstühlen, an welchen rund 42 Professoren (inkl. Honorar- und Ehrenprofessoren) lehren und forschen. 2018 zählte die Fakultät 2.208 Studienanfänger (20,0 % Frauen). Insgesamt waren hier im Wintersemester 2018/2019 5986 Studenten eingeschrieben (19,5 % Frauen). Über 36 % der Studenten kommen aus dem Ausland. Im Wintersemester 2017/2018 war die Fakultät erstmals die mit der größten Anzahl an Studenten der TU München. Das Gebäude, das mit der Fakultät für Mathematik geteilt wird, beherbergt neben drei Hörsälen, mehreren Seminar- und Übungsräumen und der Rechnerhalle auch eine Teilbibliothek und eine Cafeteria. Zur Präsentation besonderer Attraktionen sind zwei weitere Räume vorhanden.
Das Department ist Teil der TUM School of Computation, Information and Technology. Im Zuge einer grundlegenden Reform der Organisationsstruktur der TUM (Agenda 2030) wurde die Fakultät für Informatik zum 1. Oktober 2022 in die genannte School integriert. Ein Großteil der Professuren bildet heute das „Department of Computer Science“. Jedoch gehört ein Teil der Professuren zum „Department of Computer Engineering“.

## Geschichte der Fakultät
Bereits 1967 wurde an der TUM der Studiengang Informationsverarbeitung innerhalb des Mathematikstudiums, durch Friedrich L. Bauer ins Leben gerufen. Der Name Informatik war zu dieser Zeit noch nicht etabliert, denn erst im November 1967 richtete die Deutsche Forschungsgemeinschaft den „Sonderforschungsbereich Informatik“ ein. Die Vorlesung Einführung in die Informationsverarbeitung wurde 1969 umbenannt zur Einführung in die Informatik. Ab Wintersemester 1970/71 entstand daraus das Nebenfach Informatik. Somit war die TUM die erste Universität in Deutschland überhaupt, die Informatik als Fach angeboten hatte. 1974 wurde hieraus das Institut für Informatik. 1975 wurde die Fakultät für Mathematik in „Fakultät für Mathematik und Informatik“ umbenannt. Erst 1992, einige Jahre später als an anderen Universitäten, sind die Studiengänge zur Informatik aus der Fakultät Mathematik herausgelöst und zu einer eigenständigen Fakultät zusammengefasst worden. Aufgrund dieser Tatsache ist auch weiterhin der Name der mathematischen Fakultät der zuerst genannte auf dem neuen Gebäude am Standort Garching.
Die Fakultät war bis 2002 in München im Südgebäude des Stammgeländes nahe dem Königsplatz beheimatet (⊙), das aufgrund asbesthaltiger Baustoffe abgerissen wurde. Heute befindet sie sich am neuen Campus der TUM in Garching bei München. Am früheren Standort befindet sich mittlerweile die Hochschule für Fernsehen und Film München.

## Campus Garching
In unmittelbarer Nachbarschaft der Fakultät befindet sich das Leibniz-Rechenzentrum mit dem SuperMUC. Zu den kerntechnischen Forschungseinrichtungen der TUM in Garching gehören unter anderem der Forschungsreaktor München (das „Atomei“) und der Siemens Argonaut Reaktor (welche beide mittlerweile außer Betrieb sind) sowie die neue Forschungs-Neutronenquelle Heinz Maier-Leibnitz. Auf dem Garchinger Forschungscampus sind in direkter Nachbarschaft die vier Max-Planck-Institute für Astrophysik, Extraterrestrische Physik, Plasmaphysik und Quantenoptik, das Walther-Meißner-Institut für Tieftemperaturforschung, das Walter Schottky Institut und das Hauptquartier der Europäischen Südsternwarte (ESO) angesiedelt.

## Bewertung in Hochschulrankings
Die Fakultät ist gemäß QS World University Rankings by Subject, dem THE World University Rankings 2022 by subject, dem U.S. News & World Report 2022 sowie dem Einzelfächerranking Computer Science des Shanghai-Ranking die führende Informatikfakultät in Deutschland.
Im Ranking der Zeitschrift Wirtschaftswoche auf Grund einer Befragung von 500 Personalverantwortlichen belegte die Fakultät 2022 hinter den Informatikfakultäten der TU Berlin und der RWTH Aachen den dritten Platz. Im Ranking des Centrum für Hochschulentwicklung wurden Hochschulen in einzelnen Kategorien in drei Gruppen eingeteilt (Spitzen-, Mittel-, Schlussgruppe). Die Fakultät lag bei der internationalen Ausrichtung des Masters, der Unterstützung für ein Auslandsstudium, dem Lehrangebot und dem Berufsbezug, der Bewertung der Forschungsgelder pro Wissenschaftler, der Infrastruktur, die IT-Infrastruktur oder die Bibliotheksausstattung jeweils in der Spitzengruppe.

## Forschung
Mit Thomas Neumann (2020), Daniel Cremers (2016), Susanne Albers (2008), Ernst W. Mayr (1997), Gerhard Hirzinger (1995), Manfred Broy (1994) und Karl-Heinz Hoffmann (1991) wurden sieben Fakultätsmitglieder mit dem mit bis zu 2,5 Millionen Euro dotierten Gottfried-Wilhelm-Leibniz-Preis der DFG ausgezeichnet. Friedrich L. Bauer wurde 1988 mit dem Computer Pioneer Award der IEEE Computer Society geehrt, Gerhard Hirzinger 2005 mit dem IEEE Robotics and Automation Society Pioneer Award. Hans-Arno Jacobsen (2011) und Burkhard Rost (2008) wurden vom BMBF mit einer Alexander von Humboldt-Professur bedacht.
Mitglieder der Fakultät sind an zahlreichen Erfindungen maßgeblich beteiligt gewesen. So erhielten beispielsweise die Professoren Friedrich L. Bauer und Klaus Samelson 1957 das Patent für den Stapelspeicher.

## Studiengänge
Im Zuge des Bologna-Prozesses sind die bisherigen Diplomstudiengänge auslaufend und können nicht mehr begonnen werden. Es stehen 5 Bachelorstudiengänge mit jeweils 6 Fachsemestern und 12 Masterstudiengänge mit jeweils 4 Fachsemestern zur Auswahl.
Bachelorstudiengang (6 Sem.):
1. Informatik
2. Informatik: Games Engineering
3. Bioinformatik
4. Wirtschaftsinformatik
5. Information Engineering (Campus Heilbronn)

Masterstudiengang (4 Sem.):
1. Informatik
2. Informatik: Games Engineering
3. Bioinformatik
4. Automotive Software Engineering (auslaufend)
5. Biomedical Computing *
6. Robotics, Cognition, Intelligence
7. Wirtschaftsinformatik
8. Computational Science and Engineering *

Elite-Masterstudiengang (4 Sem.):
1. Software Engineering *
2. Technology Management *
3. Computational Science and Engineering *
4. Finanz – und Informationsmanagement

## Lehr- und Forschungseinheiten (Lehrstühle)
Nach Stand vom September 2020 gibt es an der Fakultät 31 Lehrstühle:
|        | Lehrstühle                                                         | Ordinarien                            | Extraordinarien              | Assistenzprofessoren | Honorarprofessoren                               |
| ------ | ------------------------------------------------------------------ | ------------------------------------- | ---------------------------- | -------------------- | ------------------------------------------------ |
| I      | Angewandte Softwaretechnik                                         | Bernd Brügge, Pramod Bhatotia         |                              | Stephan Jonas        |                                                  |
| II     | Sprachen und Beschreibungsstrukturen in der Informatik             | Helmut Seidl                          |                              |                      |                                                  |
| III    | Datenbanksysteme                                                   | Alfons Kemper                         |                              | Jana Giceva          |                                                  |
| IV     | Software und Systems Engineering                                   | Alexander Pretschner                  |                              |                      | Karl-Rudolf Moll, Ernst Denert, Heinz Schwärtzel |
| V      | Wissenschaftliches Rechnen                                         | Hans-Joachim Bungartz                 | Thomas Huckle, Michael Bader |                      |                                                  |
| VI     | Echtzeitsysteme und Robotik                                        | Alois Knoll                           | Darius Burschka              | Matthias Althoff     | Gerd Hirzinger                                   |
| VII    | Grundlagen der Softwarezuverlässigkeit und Theoretische Informatik | Javier Esparza                        |                              | Jan Křetínský        | Thomas A. Runkler                                |
| VIII   | Netzarchitekturen und Netzdienste                                  | Georg Carle                           |                              |                      |                                                  |
| IX     | Bildverarbeitung und Mustererkennung                               | Daniel Cremers                        |                              |                      | Carsten Steger                                   |
| X      | Rechnertechnik und Rechnerorganisation                             | Arndt Bode, Martin Schulz             | Michael Gerndt               |                      |                                                  |
| XI     | Connected Mobility                                                 | Jörg Ott                              | Anne Brüggemann-Klein        |                      |                                                  |
| XII    | Bioinformatik b                                                    | Burkhard Rost                         |                              |                      |                                                  |
| XIII   | Anwendungs- und Middleware-Systeme b                               | Hans-Arno Jacobsen                    |                              |                      |                                                  |
| FXIII  | Betriebssysteme                                                    |                                       | Uwe Baumgarten               |                      |                                                  |
| XIV    | Theoretische Informatik                                            | Susanne Albers                        | Harald Räcke                 |                      |                                                  |
| XV     | Graphik und Visualisierung                                         | Rüdiger Westermann                    | Nils Thürey                  | Matthias Niessner    |                                                  |
| XVI    | Informatik-Anwendungen in der Medizin                              | Nassir Navab                          | Gudrun Klinker               | Björn Menze          |                                                  |
| XVII   | Wirtschaftsinformatik                                              | Helmut Krcmar                         |                              |                      | August-Wilhelm Scheer a                          |
| XVIII  | Wirtschaftsinformatik und Entscheidungstheorie                     | Martin Bichler                        | Felix Brandt                 |                      |                                                  |
| XIX    | Software Engineering betrieblicher Informationssysteme             | Florian Matthes                       |                              |                      |                                                  |
| XX     | Sicherheit in der Informatik                                       | Claudia Eckert                        |                              |                      |                                                  |
| XXI    | Logik und Verifikation                                             | Tobias Nipkow                         |                              |                      | Lawrence C. Paulson a                            |
| XXII   | Software Engineering                                               | Alexander Pretschner                  |                              |                      |                                                  |
| XXIII  | Sensorbasierte Robotersysteme und intelligente Assistenzsysteme    | Alin Albu-Schäffer                    |                              |                      |                                                  |
| XXIV   | Cyber Trust c                                                      |                                       | Jens Großklags               |                      |                                                  |
| XXV    | Data Science und Engineering                                       | Thomas Neumann                        |                              |                      |                                                  |
| XXVI   | Data Science und Machine Learning                                  | Stephan Günnemann                     |                              |                      |                                                  |
| XXVII  | Robotik und Systemintelligenz                                      | Sami Haddadin                         |                              |                      |                                                  |
| XXVIII | Visual Computing                                                   | Matthias Nießner                      |                              |                      |                                                  |
| XXIX   | Computational Molecular Medicine                                   | Julien Gagneur                        |                              |                      |                                                  |
| XXX    | Recht und Sicherheit in der Digitalisierung                        | Dirk Heckmann                         |                              |                      |                                                  |
|        | Professur für Didaktik der Informatik                              | Tilman Michaeli (Zweitmitgliedschaft) |                              |                      |                                                  |

## MINGA Mentoring Programm
Das MINGA (Mentoren für INcomings & Gaststudierende aus dem Ausland) ist ein Mentoring Programm der Fakultät, das ausländischen Studenten helfen soll, schneller an der TUM und in Deutschland Fuß zu fassen. Den teilnehmenden Gaststudenten werden TU Studenten als Mentoren zugewiesen, die ihnen in organisatorischen und praktischen Dingen zur Seite stehen sollen. Die TU Mentoren unterstützen dabei die ausländischen Studenten in ihrer Kurswahl, der Prüfungsanmeldung und anderen organisatorischen Belangen. Die Tätigkeit als MINGA Mentor bereitet die TU Studenten selbst auf ihren eigenen Auslandsaufenthalt vor und ist bei der Bewerbung für Mobilitätsprogramme der TUM  (z. B. TUMexchange) besonders gerne gesehen.

## Persönlichkeiten und Alumni
bekannte Professoren der Fakultät
- Alin Albu-Schäffer: Institutsdirektor des Instituts für Robotik und Mechatronik des Deutschen Zentrums für Luft- und Raumfahrt
- Rudolf Bayer: Erfinder des B-Baumes
- Arndt Bode: ehem. Vorsitzender des Direktoriums des Leibniz-Rechenzentrums[28]
- Friedrich L. Bauer: Erfinder des Stapelspeichers und einiger Programmiersprachen, siehe ALGOL, Algol 58, Algol 60
- Manfred Broy:  emeritierter Ordinarius für Systems- und Software Engineering an der Fakultät, Leibniz-Preisträger und CDTM-Mitgründer und Aufsichtsratsmitglied
- Jürgen Eickel: emeritierter Ordinarius für Informatik II der TU München
- Anja Feldmann: ehem. Ordinaria für Netzwerkarchitekturen, Telematik, Telekooperation der Fakultät, Direktorin des Max-Planck-Instituts für Informatik[29]
- Josef Heinhold: maßgeblich an der Entwicklung von ALGOL beteiligter emeritierter Ordinarius der Fakultät
- Ernst Mayr: emeritierter Ordinarius für Effiziente Algorithmen und Leibniz-Preisträger
- Bernd Radig: ehemaliger Ordinarius für Bildverstehen und Wissensbasierte Systeme an der Fakultät
- Robert Sauer: früher Gründer der Informatik an der TUM und zusammen mit Hans Piloty Leiter der Entwicklung der PERM
- Klaus Samelson: Erfinder des Stapelspeichers (mit Bauer an der TUM)
- Gunther Schmidt: ehem. Extraordinarus der Fakultät und emeritierter Informatik-Professor der Universität der Bundeswehr München

bekannte Alumni der Fakultät
- Reinhard Brandl: deutscher Politiker (CSU)
- Michael H. Breitner: BWL/Wirtschaftsinformatik-Professor an der Universität Hannover
- Sissi Closs: Informatikprofessorin an der HS Karlsruhe
- Hartmut Ernst: Informatikprofessor, Dekan und Vizepräsident an der Hochschule Rosenheim
- Ulrich Furbach: Leiter der Arbeitsgruppe Künstliche Intelligenz an der Universität Koblenz-Landau
- Sergei Gorlatch: Informatikprofessor an der Universität Münster
- Marcus Hutter: Informatikprofessor an der Australian National University und Namensgeber des Hutter-Preises
- Hans-Otto Leilich: als Ordinarius für Datenverarbeitung an der TU Braunschweig 1968 einer der ersten Informatikprofessoren, führend u. a. an SUPRENUM beteiligt
- Peter Mertens: erster habilitierter Wirtschaftsinformatiker und erster Lehrstuhlinhaber für Wirtschaftsinformatik im deutschsprachigen Raum
- Kathrin M. Möslein: Ordinaria für „Betriebswirtschaftslehre, insbesondere industrielle Informationssysteme“ an der Universität Erlangen
- Andreas Reuter: Informatikprofessor u. a. an der Universität Stuttgart
- Bernhard Rumpe: Ordinarius für Software Engineering an der RWTH Aachen
- Hansjörg Schellenberger: deutscher Oboist und Dirigent (u. a. Santa Cecilia, Jerusalem Symphony Orchestra und NHK-Sinfonieorchester)
- Jürgen Schmidhuber: Professor an der Universität Lugano
- Veronika Thurner: Informatikprofessorin und Dekanin an der HS München
- Hartmut Wedekind: Informatik-Professor an der Friedrich-Alexander-Universität Erlangen-Nürnberg